# Euskadi Sioux
Euskadi Sioux fue una revista gráfica de actualidad y humor publicada en 1979 en el País Vasco, España. Forma parte de la colección de fanzines y prensa alternativa de la Fundación Sancho el Sabio. Contenía textos tanto en castellano como en euskera.

## Publicación
En febrero de 1979 los quioscos se vieron sacudidos con la llegada de un papel atípico, que ya en su misma portada expedía el inconfundible aroma de la acracia con grandes trazos que rezaban: Euskadi Sioux. Seguramente la revista más audaz en la época de la Transición en el País Vasco «por su aspecto gráfico y estilográfico», daba un tratamiento humorístico y desenfadado, sin llegar al desmadre, a los temas políticos y culturales del día. Pero el tono general de la revista no impedía tratar otros temas con seriedad. Hacían esta publicación los dibujantes Antxon Olariaga y Juan Carlos Eguillor, y en la redacción figuraban Rafael Castellano Falete y Garikoitz Zabala, quienes anunciaban en su primer número que «duraría lo que habría de durar»; que, en realidad, fue muy poco. Con motivo de una exposición sobre Euskadi Sioux celebrada años más tarde en Bilbao, Juan Carlos Eguillor afirmó: «Si se puede hablar, o no, en este país, de cierta posmodernidad aún pendiente, creo que Euskadi Sioux, sin pretenderlo, tuvo algo de ello en cuanto que abogaba por lo plural y mestizo frente a lo cerrado y lo dogmático». La revista se publicó sólo durante el año 1979, pues sólo aparecerían siete números, el último de ellos el 15 de mayo.